# بورس فلزات لندن
بورس فلزات لندن (مخفف انگلیسی: LME) بازار بورس معاملات قراردادهای آتی و اختیار معامله فلزات اساسی می‌باشد. در بورس فلزات لندن ساختار سررسیدهای قابل معامله به گونه‌ای است که قراردادهایی با تاریخ سررسید روزانه تا سه ماه آینده، با تاریخ سررسید هفتگی تا شش ماه آینده و ماهیانه تا ۱۲۳ ماه آینده قابل معامله است. همچنین بازار معاملات نقد نیز برای وارانت‌ها (قبض انبار) برای تحویل در ۴۸ ساعت آینده نیز معامله می‌شود. بورس فلزات لندن امکان پوشش ریسک، کشف قیمت مرجع برای جهان و امکان تحویل فیزیکی برای تسویه قراردادها را فراهم کرده‌است. در ژوئیه ۲۰۱۲ گروه بورس هنگ کنگ، سهام بورس فلزات لندن را خریداری کرد.
شرکت آلومینیوم ایران (ایرالکو) عضوی از این بورس می‌باشد.